# Steve Heighway
Steve Heighway, född 25 november 1947 i Dublin, är en irländsk före detta professionell fotbollsspelare.
Heighway studerade ekonomi vid universitetet i Warwick samtidigt som han spelade amatörfotboll i Skelmersdale United. 1970 upptäcktes han av Liverpool som var inne i en generationsväxling. Tränaren Bill Shankly höll på att bygga ett nytt lag som skulle ersätta det åldersstigna laget från 1960-talet. Heighway var en snabbfotad ytter som kom att fira stora framgångar med Liverpool under 1970-talet. En tidning beskrev honom med följande ord: "En ortodox ytter med elegant spelstil. Heighway är ligans ende akademiker och kännetecknas av sina snabba dragningar, samt edwardianska klippning." Han gjorde debut som avbytare mot West Bromwich Albion i augusti 1970. I en ligamatch mot Chelsea i oktober samma år fick han komma in som ersättare för Bobby Graham, som hade brutit benet, och i nästa match hade Heighway tagit en ordinarie plats i startelvan. Senare under hösten var han med ett mål och en målgivande passning en bidragande orsak till att Liverpool kunde vände ett tvåmålsunderläge till seger i derbyt mot Everton. Heighways första säsong i Liverpool slutade med FA-cupfinalen mot Arsenal på Wembley Stadium. Han gav sitt lag ledningen två minuter in i förlängningen genom att sätta bollen i mål vid första stolpen, där Bob Wilson hade lämnat en lucka – Arsenalmålvakten hade gjort felet att gå för långt ut då han förväntade sig ett inlägg från Heighway. Liverpool lyckades dock inte hålla undan, utan Arsenal vände och vann med 2–1.
Efter finalförlusten 1971 var Heighway med om Liverpools samtliga stora triumfer under 1970-talet. 1973 vann Liverpool både ligan och UEFA-cupen och ett år senare gjorde Heighway ett av målen i 3–0-segern över Newcastle United i FA-cupfinalen. Ytterligare en liga- och UEFA-cupdubbel följde 1976, och 1977 vann Liverpool Europacupen för första gången efter att ha besegrat Borussia Mönchengladbach i finalen. Liverpool vann även Europacupen 1978, men i finalen mot Club Brugge KV började Heighway som avbytare och fick komma in istället för Jimmy Case i mitten av andra halvlek. Heighway spelade oftast från start i början av säsongen 1978/79, men under andra halvan av säsongen fick han allt oftare sitta på bänken. Han spelade ändå 26 ligamatcher från start och bidrog till att laget vann ytterligare en ligatitel. Under sina två sista säsonger i Liverpool spelade Heighway bara några få matcher, och efter 76 mål på 475 matcher flyttade han 1981 till Minnesota Kicks i den nordamerikanska ligan.
Den amerikanska klubben hade dock ekonomiska bekymmer, vilket gjorde att Heighway lämnade Minnesota. Han flyttade till Philadelphia där han spelade inomhusfotboll i ett år innan han lade skorna på hyllan. Heighway blev kontaktad av det amerikanska fotbollsförbundet som bad honom flytta till Florida och ansvara för landets ungdomsträning. Han flyttade så småningom tillbaka till England och fick jobb som ungdomstränare i Liverpool, vars juniorlag han ledde till seger i FA Youth Cup 1996. Han var fram till 2007 ansvarig för Liverpools ungdomsakademi och har varit med om att ta fram spelare som Robbie Fowler, Steve McManaman, Michael Owen och Steven Gerrard.